# Bill Milner
William Henry Bill Milner (Surrey, 4 marzo 1995) è un attore britannico.
Ha recitato nel ruolo di Will Proudfoot in Son of Rambow (2007), Edward in Is Anybody There? (2008), e il giovane Erik Lensherr/Magneto in X-Men - L'inizio. È noto per aver interpretato il protagonista del film iBoy. Nel 2024 ha impersonato Carlo IX nella serie The Serpent Queen.

## Filmografia parziale

### Cinema
- Son of Rambow - Il figlio di Rambo (Son of Rambow), regia di Garth Jennings (2007)
- X-Men - L'inizio (X-Men: First Class), regia di Matthew Vaughn (2011)
- Locke, regia di Steven Knight (2013) - voce
- iBoy, regia di Adam Randall (2017)
- The Lodgers - Non infrangere le regole (The Lodgers), regia di Brian O'Malley (2017)
- Apostolo (Apostle), regia di Gareth Evans (2018)
- Waiting for the Barbarians, regia di Ciro Guerra (2019)

### Televisione
- The Secret of Crickley Hall, regia di Joe Ahearne – miniserie TV (2012)
- The 7.39, regia di John Alexander (2014)
- The Flatshare, regia di Peter Cattaneo e Chloe Wicks – miniserie TV, 5 puntate (2022)
- A Small Light, regia di Susanna Fogel, Leslie Hope e Tony Phelan – miniserie TV, 3 puntate (2023)
- The Serpent Queen – serie TV, 8 episodi (2024)

## Doppiatori italiani
Nelle versioni in italiano delle opere in cui ha recitato, Bill Milner è stato doppiato da:
- Tito Marteddu in Broken - Una vita spezzata
- Andrea Oldani in iBoy
- Alex Polidori in The Lodgers - Non infrangere le regole
- Federico Campaiola in Apostolo
- Luigi Morville in A Small Light
- Davide Albano in The Serpent Queen

Come doppiatore è stato sostituto da:
- Manuel Meli in Locke